# El bufón (ballet)

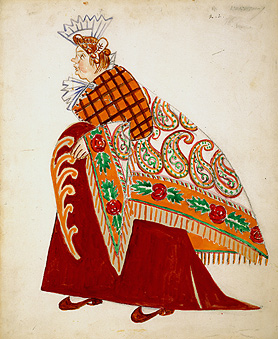
Boceto de un traje de casamentera realizado por Mijaíl Lariónov alrededor de 1915.

El bufón, El cuento del bufón o Chout op. 21 es un ballet de Serguéi Prokófiev, escrito entre 1915 y 1921. Ígor Stravinski ayudó y supervisó la composición del ballet. Serguéi Diáguilev fue el promotor de la obra y los Ballets Rusos la estrenaron en París el 17 de mayo de 1921. Mijaíl Lariónov fue su director artístico y contó con Lydia Sokolova entre el elenco de bailarines. También compuso una suite sinfónica del ballet, op. 21 bis, entre 1922 y 1923.
El ballet consta de seis escenas y cinco interludios. Se basa en cuentos populares recopilados por Aleksandr Afanásiev y narra la historia de siete bufones que asesinan a sus esposas después de que otro bufón les dijera que había matado a su propia esposa y la había devuelto a la vida con la ayuda de un látigo mágico. Los bufones asesinan a sus esposas y, al darse cuenta de que el látigo no tiene ningún poder, buscan venganza contra el bufón protagonista, que se ve obligado a disfrazarse de mujer. Un rico comerciante se casa con ella. Al final, el bufón protagonista estafa al comerciante, haciéndolo creer que ha matado a su esposa y le pide una compensación.
El bufón fue un gran éxito en su estreno. En sus representaciones posteriores, tuvo diversidad de críticas: a los modernistas generalmente les gustó y la consideraron un éxito; los tradicionalistas la odiaron y la tildaron de fracaso.

## Historia

### Antecedentes

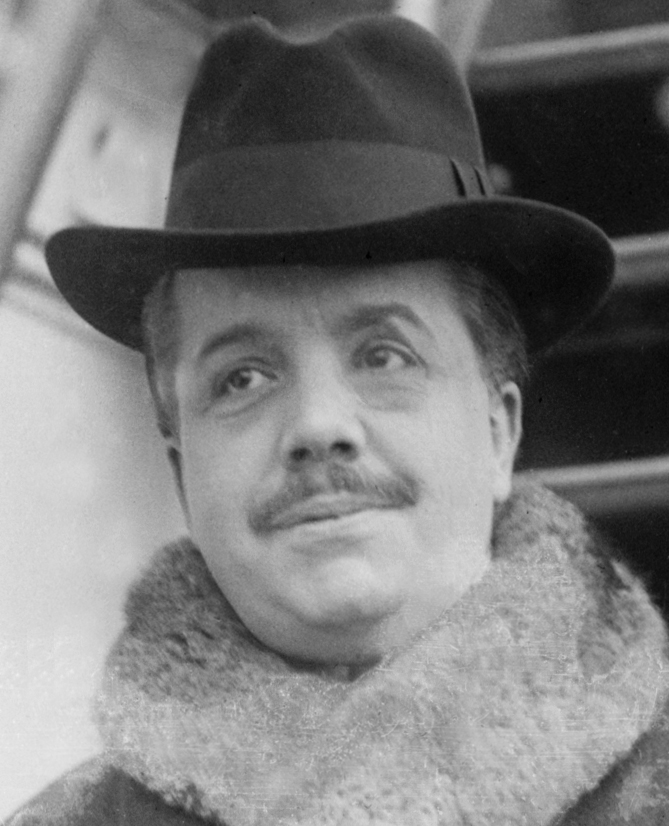
El impresario Serguéi Diáguilev fue el promotor del ballet.

En 1914, impresario Serguéi Diáguilev encargó a Serguéi Prokófiev un ballet, Ala y Lolli. En el segundo trimestre del año siguiente, el impresario citó al compositor a Italia para conocer los avances con Ala y Lolli, que había completado aproximadamente tres cuartos y había comenzado con la orquestación. A Diáguilev la música le pareció anticuada y el argumento «manido» y «no ruso», por lo que rechazó la partitura presentada por el compositor y se negó a poner el ballet en escena. Aunque el compositor reformuló parte de la música como la Suite escita, el ballet proyectado nunca llegó a estrenarse.
En las negociaciones entre ambos surgió la idea de un nuevo ballet, esta vez sobre un tema del folclore ruso. Prokófiev nunca antes había compuesto una partitura de ballet ni había considerado la posibilidad de hacerlo, pero era consciente del éxito que había tenido Ígor Stravinski con ese tipo de composiciones y el renombre que otorgaba trabajar para Diáguilev. El impresario le pidió a Prokófiev que escribiera un ballet «verdaderamente ruso» basado en una colección de cuentos populares recopilada por Aleksandr Afanásiev. Stravinski le había sugerido previamente la historia a Diáguilev como un posible tema para un ballet. Diáguilev firmó un contrato con Prokófiev por 3000 rublos.

### Composición

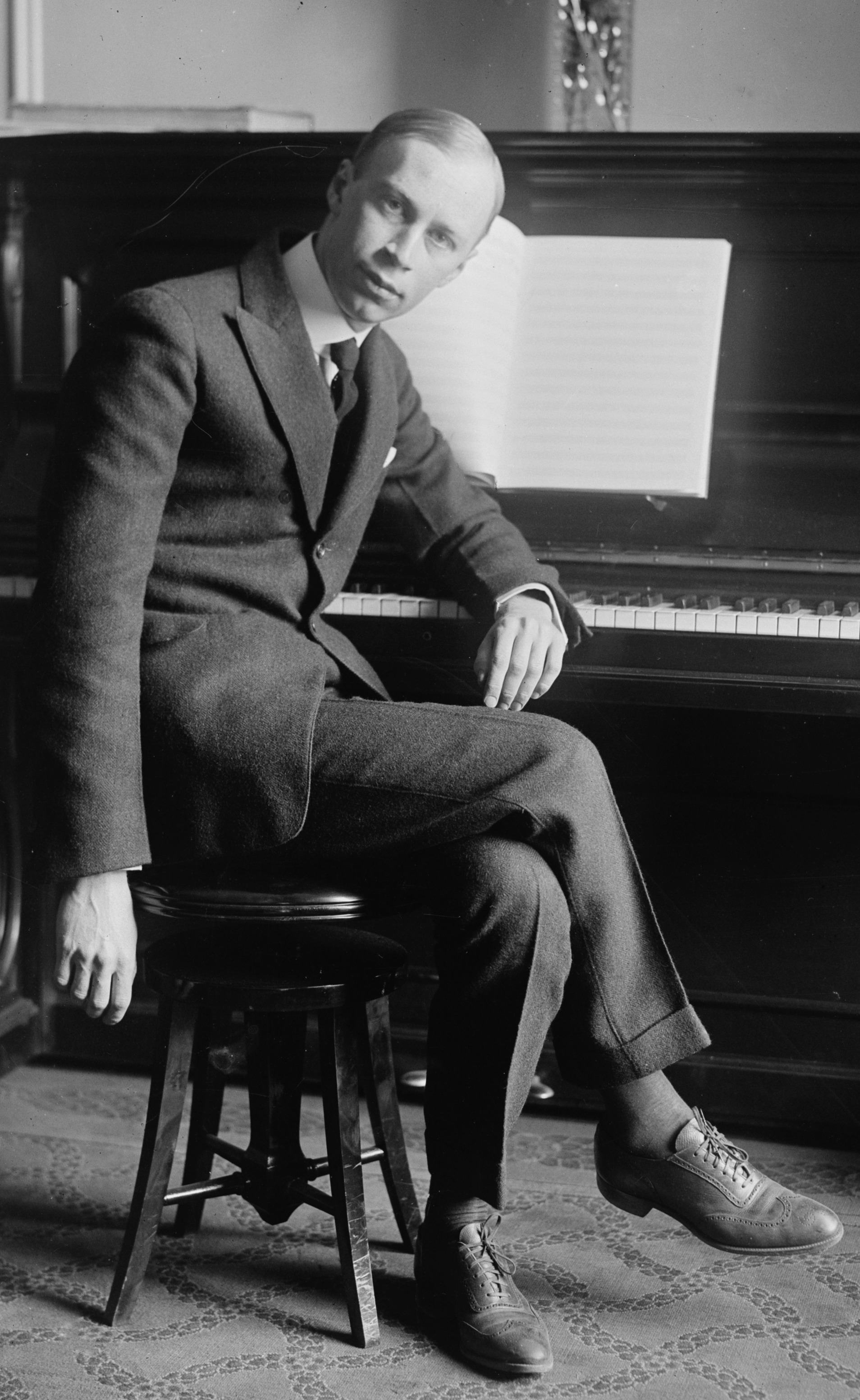
Serguéi Prokófiev, compositor del ballet, en 1918.

En el tercer trimestre de 1915, al regresar a Petrogrado desde Italia, Prokófiev comenzó a componer El bufón y se había comprometido a completar la música para agosto de ese año y tener el resto del ballet finalizado en marzo del año siguiente, con el objetivo de estrenarlo dos meses más tarde en París. Pese a no haber compuesto nunca música tradicional rusa ni tener experiencia previa en ese tipo de composiciones y temática, mientras componía el ballet descubrió ese mundo, sin haber realizado ninguna investigación previa. Prokófiev afirmó que puede que algunos recuerdos de su infancia lo ayudaran con la creación de la música del ballet. De la colección de cuentos recopilada por Afanásiev, Diáguilev y Prokófiev seleccionaron dos historias satíricas de la región de Perm y trabajaron juntos en el libreto. En la historia original, aparecían un sacerdote y su mujer como protagonistas, pero Diáguilev los omitió en el libreto porque no quería que se convirtiera en una sátira anticlerical. Prokófiev tenía intención de visitar a Stravinski en Italia para consultarle sobre la obra, pero debido a la Primera Guerra Mundial no pudo realizar el viaje. Finalizó la partitura para piano varios meses antes de lo comprometido y se la envió a Diáguilev, que por aquel entonces estaba fuera de Rusia. La partitura para piano permaneció guardada durante cinco años.
En marzo de 1919, Mijaíl Lariónov escribió a Prokófiev para informarle de que el diseño del vestuario para El bufón lo había terminado «muchos años atrás», lo que alegró al compositor. En mayo de 1920, Diáguilev afirmó que estaba preparado para producir El bufón, pero que necesitaba la presencia del compositor y éste se desplazó a París para presentarle la obra. El 15 de junio, Prokófiev interpretó la obra para Diáguilev, el coreógrafo de los Ballets Rusos Léonide Massine y Ernest Ansermet, el director de los mismos; Stravinski no estuvo presente. Aunque nuevamente no estaba contento con la música, esta vez el impresario estaba dispuesto a trabajar con el compositor para reformularla en seis escenas y mantener las mejores partes de la música ya escrita. También quería incluir cinco nuevos interludios que hicieran que la música sonara en todo momento, revisar completamente el final y reorquestar la obra entera. Stravinski realizó algunas sugerencias sobre la obra, principalmente sobre su orquestación. Para poder centrarse en las modificaciones que tenía que hacer al ballet, en julio alquiló una casa en Mantes-sur-Seine, cerca de París. Eliminó o reescribió más del cuarenta por ciento de la partitura original y redactó los interludios requeridos. Para octubre, ya había incorporado los interludios, revisado dos escenas, rehecho por completo el final y orquestado hasta el comienzo de la quinta escena. Tocó la partitura para Stravinski en París, a quien le gustó y sólo sugirió algunas correcciones para dotarla de mayor expresividad. El 16 de octubre, Prokófiev partió para Chicago a realizar el estreno del Amor de las tres naranjas. Durante su viaje, escribió la reducción para piano.
Prokófiev terminó la partitura al completo hacia abril de 1921, después de su regreso a Francia. Poco después, Diáguilev también aprobó los cambios y lo invitó a viajar a Montecarlo, donde se estaban efectuando los ensayos. En enero de 1921, el coreógrafo Massine, que iba a representar la obra, abandonó la compañía de Diáguilev. Tras esta marcha abrupta y para no interrumpir el estreno anunciado, la coreografía la asumió el inexperto bailarín Fiódor (Taddeus) Slavinski, con la supervisión de Lariónov como director artístico. Diáguilev, que había tenido noticias de que Serguéi Kusevitski quería estrenar la Suite escita, aceleró la producción porque quería ser el primero en presentar a Prokófiev ante el público parisino.

### Representaciones y recepción

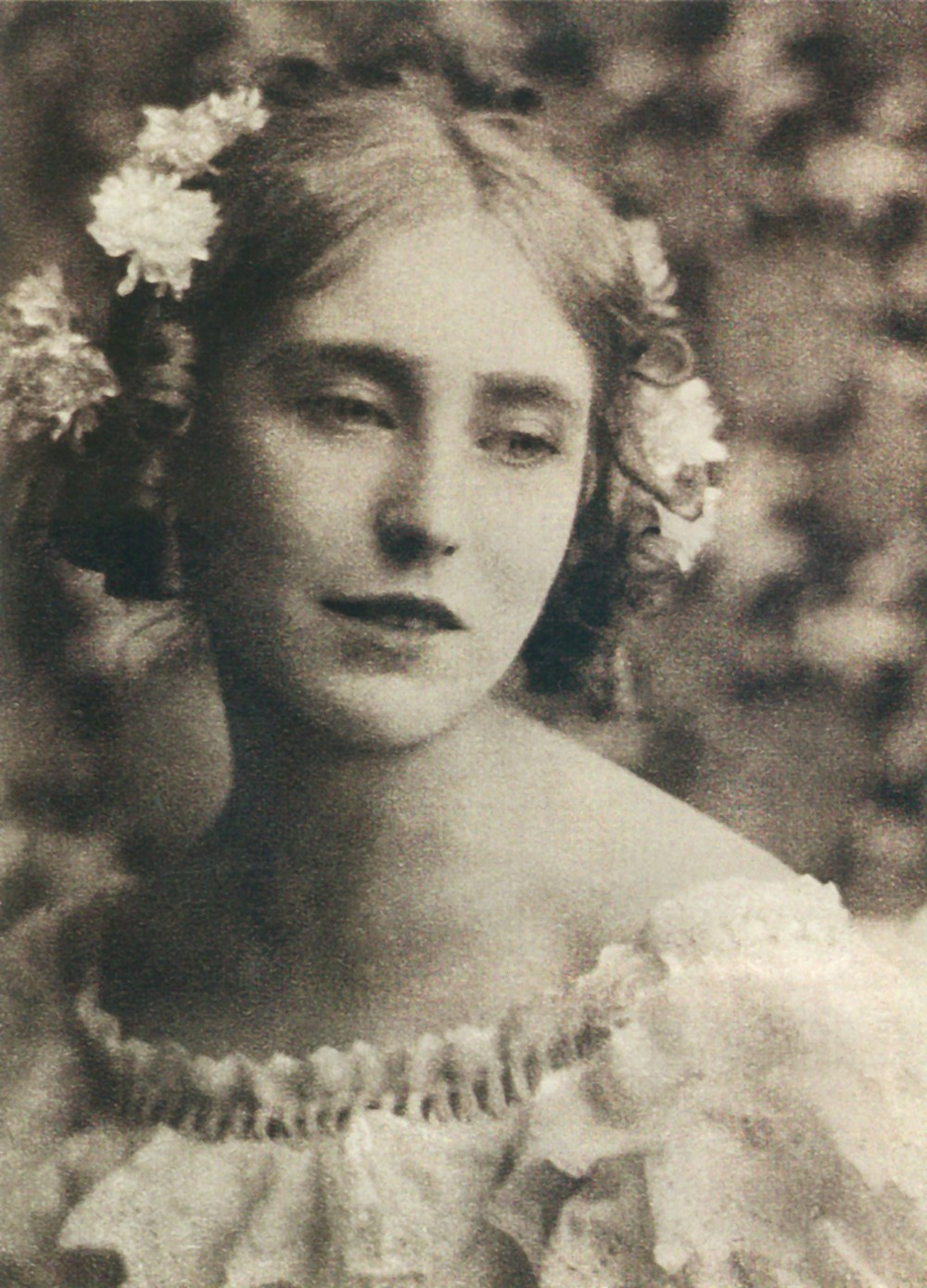
Lydia Sokolova interpretó el papel de la esposa del bufón protagonista en su estreno en París.

Finalmente, los Ballets Rusos estrenaron El bufón el 17 de mayo de 1921, en el Théâtre de la Gaîté de París y con la dirección del propio compositor. El teatro era modesto, pero el público asistente fue excepcionalmente adinerado y las mejores entradas costaron 100 francos. El programa de mano incluía una retrato de Prokófiev elaborado por Henri Matisse. En la producción actuaron Slavinski, como el bufón protagonista; Lydia Sokolova, como su mujer, y M. Jazwinski. Entre los asistentes se encontraban Ígor Stravinski, Maurice Ravel y Michel Fokine. El bufón se volvió a representar en la corta temporada de París los días 18, 20 y 22 de mayo. Prokófiev acusó a los músicos de tocar peor cada noche intencionadamente. A pesar del gran gasto publicitario realizado, el montaje de Cuadro flamenco eclipsó el estreno de El bufón.
El estreno fue un éxito rotundo gracias al «llamativo montaje» y a su «música brillantemente colorida». Los comentarios de la prensa fueron generalmente favorables y enormemente laudatorios, y describieron el ballet como «una verdadera cascada de ideas, fondo inagotable de color, ritmos, melodías». En palabras de Israel Nestiev, lo consideraron «una nueva muestra de bárbaro exotismo ruso, tan deliciosamente excitante para sus cansados apetitos». Stravinski calificó al ballet como «la única pieza de música moderna que podía escuchar con placer», mientras que Ravel lo denominó «una obra de genio». En cambio, Fokine interpretó los aplausos cosechados por el ballet como «una demostración de desaprobación contra ... el radicalmente modernista [El bufón]». Sin embargo, el estreno en Londres el 9 de junio fue amargamente atacado tanto por el público como por la crítica. Lo catalogaron como «absurdo» y «música estúpida y pueril», mientras que otra crítica lo calificaba como «revelación de un genio musical». Uno de los críticos afirmó que se había «taponado los oídos para no escuchar la música». Andrew Newman escribió en The Sunday Times que «pocos compositores se aventurarían a escribir largas partituras tan pobres en ideas o tan primitiva en técnica como lo hizo Prokófiev en El bufón».
La mayor parte de las críticas negativas culparon a la contribución artística de Lariónov o a la propia historia. Un crítico francés menospreció la coreografía como «cabaré» y el llamativo vestuario y montaje atrajeron la atención de las críticas. Alguna de esas críticas afirmaba que «no había armonía entre la diáfana y fresca música de Prokófiev y el agresivo uso de motivos tradicionales de Lariónov». Otras críticas fuera de París también fueron hostiles, como una que apareció en La Gazette de Liége tras una actuación en Colonia en 1928 que señalaba que «esta música soviética declara la guerra a todas las leyes, ignora todas las reglas, derriba todos los métodos ... nos sumergió en un pantano de disonancias, en un vértigo de chillidos ásperos, desconectados y salvajes. ¡Es como un manicomio!». Una persona cercana a Diáguilev comentó «la recepción de El bufón mostró que el modernismo extremo, a menos que fuera creado por una mano experta, era un cierto fracaso». Este comentario ilustraba, en opinión de Stephen Press, el recibimiento de la obra: a los modernistas generalmente les gustó y la consideraron un éxito; los tradicionalistas la odiaron y la tildaron de fracaso.
En junio de 1922 y después del éxito cosechado por Prokófiev en Europa con sus obras (entre ellas el Tercer concierto para piano), Diáguilev realizó un nuevo montaje de El bufón en París y amplió las tres representaciones previstas a cinco.

## Argumento
La historia tiene lugar en Rusia. Un astuto bufón embauca, con la complicidad de su mujer, a otros siete bufones para venderles un látigo mágico. Afirma que tiene poderes y que puede resucitar a los muertos. Realiza la demostración con su mujer, finge matarla y, tras agitar el látigo, simula que le devuelve la vida. Al ver la magia, los siete bufones compran el látigo por 300 rublos, vuelven a casa y deciden probarlo. Después de matar a sus esposas y de agitar infructuosamente el látigo se dan cuenta de que han sido engañados. Los bufones buscan venganza y el protagonista se ve obligado a disfrazarse de mujer, como si fuera su hermana. Los bufones lo buscan sin éxito y al encontrar a la hermana, la contratan como su cocinera.
Después de un interludio, los siete bufones presentan a sus siete hijas a un comerciante que estaba buscando esposa, con la ayuda de dos casamenteras. El comerciante las rechaza a todas y elige a la cocinera. El comerciante lleva a la joven a su dormitorio, pero finge estar enferma, pone a una cabra en su lugar y escapa. El comerciante cree que su esposa se ha convertido en cabra, llama a los sirvientes y familiares en busca de ayuda, que golpean al animal y lo acaban matando. Inconsolable por la pérdida de su esposa, decide enterrarla mientras es objeto de mofa por parte de los siete bufones por no haber elegido a sus hijas. Finalmente, el bufón protagonista llega acompañado de siete soldados a pedir cuentas al comerciante por haber matado a su hermana, que le compensa con 300 rublos. En el baile final, el bufón protagonista celebra con su esposa, mientras que los 
siete soldados se emparejan con las siete hijas.

## Estructura

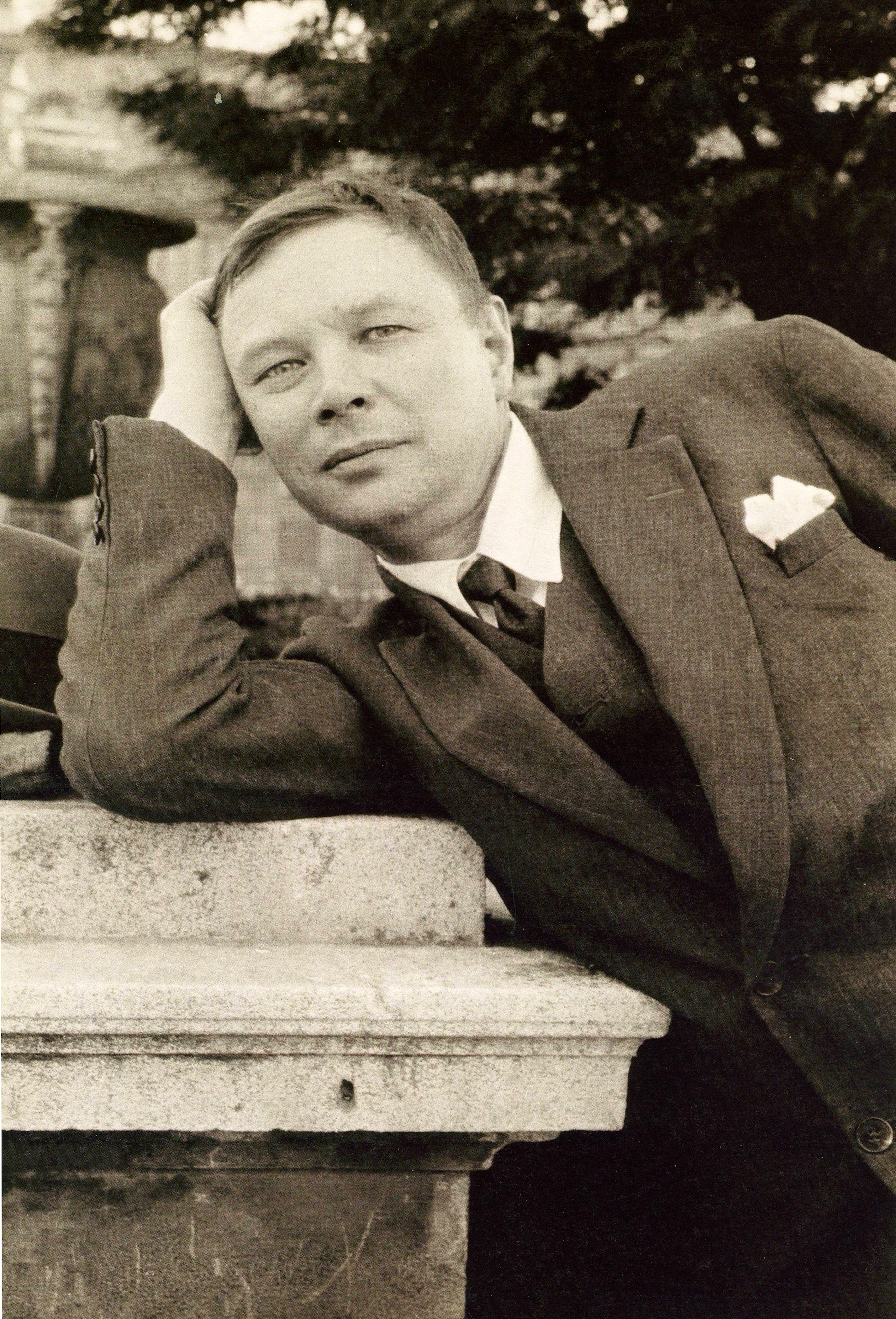
El pintor Mijaíl Lariónov fue el director artístico del ballet, supervisó la coreografía y diseñó el vestuario.

El ballet, de una hora de duración, está orquestado para dos flautas, flautín, dos oboes, corno inglés, tres clarinetes, clarinete bajo, tres fagots, cuatro trompas, tres trompetas, tres trombones, tuba, timbales, tres percusionistas (glockenspiel, xilófono, platillos, triángulo, caja, bombo, pandereta), dos arpas, piano y cuerdas. La estructura del ballet consta de seis escenas y cinco interludios:
- Escena 1: La cocina del bufón
- Interludio 1
- Escena 2: Los siete bufones
- Interludio 2
- Escena 3: El patio del bufón
- Interludio 3
- Escena 4: El salón del bufón
- Interludio 4
- Escena 5: El dormitorio del bufón
- Interludio 5
- Escena 6: En el jardín del comerciante

## Suite
En marzo de 1922, Prokófiev se mudó con su madre a la ciudad de Ettal, en los Alpes bávaros. Durante su estancia de año y medio allí, preparó, entre otras obras, la suite sinfónica de El bufón, op. 21 bis, a pesar de que inicialmente Prokófiev pensó que una suite de doce movimientos sería demasiado larga. Se estrenó en Bruselas el 15 de enero de 1924 bajo la dirección de Frans Rühlmann en un concierto en el que también se interpretó su Tercer concierto para piano. La estructura de la suite, que incorpora un movimiento adicional al ballet, es la siguiente:
1. El bufón y su esposa
2. Danza de las esposas
3. Fuga. Los bufones matan a sus esposas
4. El bufón como muchacha
5. Tercer interludio
6. Danza de las hijas de los bufones
7. Entrada del comerciante y su bienvenida
8. En el dormitorio del comerciante
9. La muchacha se convierte en una cabra
10. Quinto interludio y el entierro de la cabra
11. El bufón y la pelea del comerciante
12. Danza final

Los doce movimientos duran entre 35 y 40 minutos, en comparación con una hora para el ballet completo.

## Crítica
Para Daniel Jaffé, El bufón es «una de las partituras más coloridas y atractivas, un logro considerable para un compositor aún de veinte años, y que se compara faborablemente con El pájaro de fuego de Stravinski». La obra tiene influencia de los «rusianismos» Petrushka e Historia del soldado de Stravinski, principalmente en su llamativa orquestación, aunque Prokófiev estaba comenzando a crear su propio estilo. John Leman Riley comenta que «Prokófiev compuso música típicamente ingeniosa y puntiaguda para esta historia grotesca».
Para Noël Goodwin, la suite sinfónica «refleja el entretenido uso de acentos poco convencionales y ritmos cruzados de Prokófiev para variar el carácter campestre dentro de la brillante y con colores claramente definidos textura orquestal».

## Repercusión

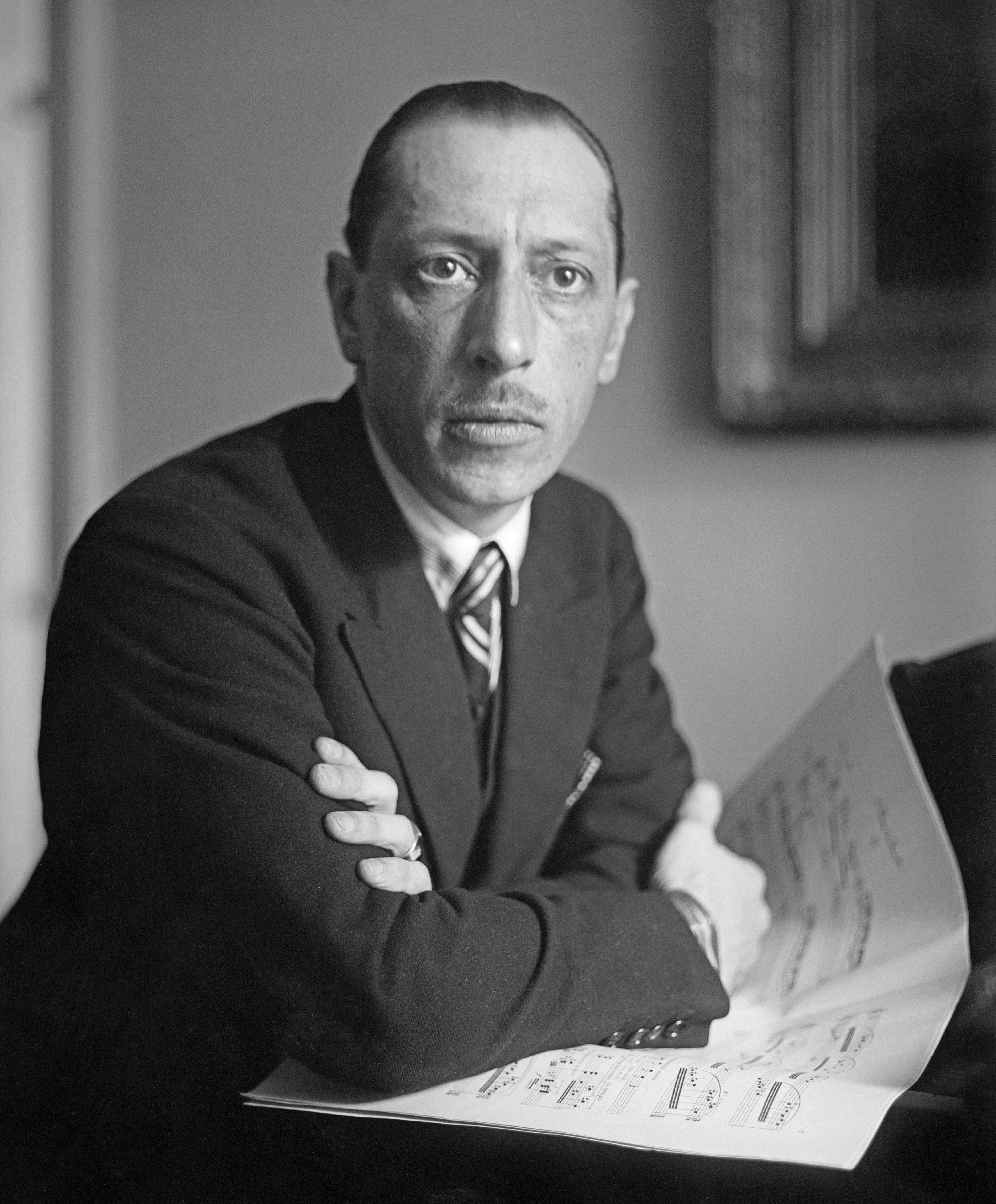
Tras el éxito cosechado por El bufón, junto con la pobre acogida de la ópera Mavra, la relación entre Ígor Stravinski y Serguéi Prokófiev se deterioró.

El contrato con Diáguilev en 1915 contribuyó a que el reconocimiento de Prokófiev aumentara y le ayudó a tener más contratos con empresarios que previamente lo habían ignorado o habían sido hostiles. Dio varios conciertos en solitario y participó en otras actuaciones, como recitales con dos pianos. También apareció en los programas de actuaciones organizadas por Aleksandr Ziloti, Serguéi Kusevitski, la orquesta de la corte y las temporadas veraniegas sinfónicas en Sestroretsk y el Palacio Pávlovsk. Ziloti, que había criticado el Segundo concierto para piano de Prokófiev, programó el estreno de su Suite escita. Además, le presentó a Albert Coates, el director del teatro Mariinski, al que le entusiasmó la idea de una obra basada en la novela de Fiódor Dostoyevski El jugador y se comprometió a realizar una producción de la obra, que Prokófiev comenzó a componer y acabó siendo su ópera El jugador.
El éxito cosechado con las producciones de El bufón y en contraste con la pobre acogida que tuvo la ópera Mavra de Stravinski hicieron que éste cambiara su actitud hacia Prokófiev, a quien había ayudado en la composición del ballet. Tras el nuevo montaje de El bufón realizado por Diáguilev en París en 1922, éste se interesó en la nueva ópera El amor de las tres naranjas y le pidió a Prokófiev que diera una audición de la partitura vocal en junio, ya que la consideraba para una posible producción. Ígor Stravinski, que estuvo presente en la audición, se negó a escuchar más que el primer acto. Entonces acusó a Prokófiev de «perder el tiempo componiendo óperas», que replicó que Stravinski «no estaba en posición de establecer una dirección artística general, ya que él mismo no es inmune al error». Según Prokófiev, Stravinski «se volvió incandescente por la ira» y «casi llegamos a las manos y nos separamos con dificultad». Como resultado, «nuestras relaciones se tensaron y durante varios años la actitud de Stravinski hacia mí fue crítica». Después de eso, al parecer Stravinski hizo mucho para menoscabar la reputación de Prokófiev, incluso con el propio Diáguilev. Como consecuencia y a pesar del éxito cosechado con El bufón, Diáguilev no realizó más encargos a Prokófiev y canceló las representaciones del ballet. Años más tarde, Prokófiev y Stravinski restablecieron su amistad.
Tras la cálida acogida del estreno de El bufón en París, junto con las recibidas por la Suite escita y el Tercer concierto para piano, hicieron que Prokófiev ganara fama entre los círculos musicales de la ciudad. Además, la recepción obtenida por el ballet en París y la compañía de Diáguilev ayudaron a lanzar la carrera europea del compositor.
A pesar de la buena acogida que tuvo el ballet y su recepción como «otra exótica novedad rusa», la vistosa coreografía no fue suficientemente fuerte como para mantenerlo en el repertorio. En 1962, el violonchelista Roman Sapozhnikov publicó cinco arreglos de El bufón.